# Andrzej Krupecki
Andrzej Grzegorz Krupecki (ur. 11 marca 1644, zm. 15 kwietnia 1725 w Krakowie) – polski prawnik, profesor, rektor Akademii Krakowskiej.

## Życiorys
Rektorem krakowskiej uczelni został po raz pierwszy w roku 1702 zastępując na stanowisku Piotra Praczlewicza, urząd sprawował do 1704. Ponownie był jeszcze rektorem w latach 1706–1710 oraz 1711–1713. W latach 1698–1725 był proboszczem parafii w Niegradowie. Uniwersytet ufundował mu zachowany do dziś nagrobek w kościele Św. Anny.